# Wagni
Plemiška rodbina Wagen je v slovenskem prostoru postala vidna v 15. stoletju, v povezavi z gradom Bogenšperk. Na Kranjsko je prišla zaradi ozemeljske širitve rodbine preko deželnih meja Štajerske. 
Prvi predstavnik družine, ki je omenjan v dosegljivih spisih, je Balthasar (Boltežar) Wagen. Naslov kranjskega plemiča je prejel potem, ko je pripomogel pri obrambi cesarskega Dunaja pred četami vojvode Rudolfa. Takratni habsburški cesar Friderik mu je 12. januarja 1463 podelil plemiški naslov. Poročil se je z Veroniko Lichtenberg, ki je izhajala iz kranjske plemiške družine, hkrati pa je bila edina potomka in s tem dedinja družinskega premoženja. Po smrti očeta so ji ob poravnavi s stricem Žigo Lichtenbergom pripadle vse družinske posesti na Kranjskem.
Brata Boltežar in Andrej Wagen sta si leta 1471 razdelila posesti na štajerskem (Šoštanj in Vitanje) in Kranjskem. Dedič Veronike in Boltežarja je bil njun sin Erazem Wagen, ki je domnevno začel zidati grad Bogenšperk oz. ga dal razširiti v današnjo obliko. Umrl je 16. marca 1522 in bil pokopan v župnijski cerkvi v Šmartnem (njegov nagrobnik so leta 1901 prenesli v na novo pozidano cerkev Sv. Martina). 
Erazmov sin Hans Wagen († 1553) je začetnik štajerske veje rodbine (zapuščina njegovega strica Andreja), drugi sin, Krištof I. Wagen pa je nasledil očetovo imetje na Kranjskem. Bratoma je zaradi vojaške pomoči v vojni proti Turkom leta 1546 kralj Ferdinand I. Habsburški podelil obogatitev grba, kateremu sta lahko (po smrti Franca, zadnjega Lichtenberžana) dodala prosti lichtenberški grb. 
Družina je padla v zgodovinski zaton proti koncu 17. stoletja.